# Dhiyamingili
Dhiyamingili is een van de bewoonde eilanden van het Thaa-atol behorende tot de Maldiven.

## Demografie
Dhiyamingili telt (stand maart 2007) 385 vrouwen en 385 mannen.